# Battaglia di Konotop
La battaglia di Konotop o battaglia di Sosnivka venne combattuta tra una coalizione guidata dall'atamano ucraino Ivan Vyhovs'kyj e le unità di cavalleria del regno russo al comando di Semën Požarskij e di Semën L'vov, supportati dai cosacchi di Ivan Bezpalyj, il 29 giugno 1659, presso il villaggio di Konotop, nell'attuale Ucraina, nel corso della guerra russo-polacca (1654-1667). La coalizione di Vyhovs'kyj sconfisse i russi ed i loro alleati e costrinse il grosso dell'esercito russo ad interrompere l'assedio di Konotop. Ma il risultato della battaglia intensificò unicamente le tensioni politiche in Ucraina e portò alla rimozione di Vyhovs'kyj dal suo ruolo alcuni mesi dopo.

## Preludio
La battaglia di Konotop ebbe luogo durante il periodo storiograficamente definito per l'Ucraina come "La rovina". Questo periodo si situa dopo la morte dell'atamano Bohdan Chmel'nyc'kyj, e fu attraversato una serie di lotte per il potere tra i capi cosacchi. Queste lotte interne vennero probabilmente istigate dallo zar russo nel tentativo di minare il controllo dei cosacchi sull'area.
Durante il suo regno, Bohdan Chmel'nyc'kyj tentò di staccare l'Ucraina dalla dominazione polacca, ma venne poi costretto, col trattato di Perejaslav a nuove e non facili relazioni con la Russia nel 1654. Il suo successore, cancelliere generale e consigliere Ivan Vyhovs'kyj, lasciò crescere le interferenze di Mosca negli affari interni dell'Ucraina.
Nel 1656 la Russia siglò l'accordo di pace di Vilnius con la Polonia in violazione del trattato di Perejaslav del 1654, ed incrementò le pressioni sui cosacchi. Pertanto, Vyhovs'kyj entrò in negoziati coi polacchi e concluse il trattato di Hadjač il 16 settembre 1658. Secondo il nuovo trattato tre voivodati dell'Ucraina centrale (Kiev, Braclav e Podolia) avrebbero costituito una nazione all'interno della Coalizione polacco-lituana (assieme alla nazione polacca ed alla nazione lituana) sotto il nome di Granducato di Rus. Ma il Sejm rettificò il trattato in versione ridotta e l'idea di un nuovo principato venne abbandonata.

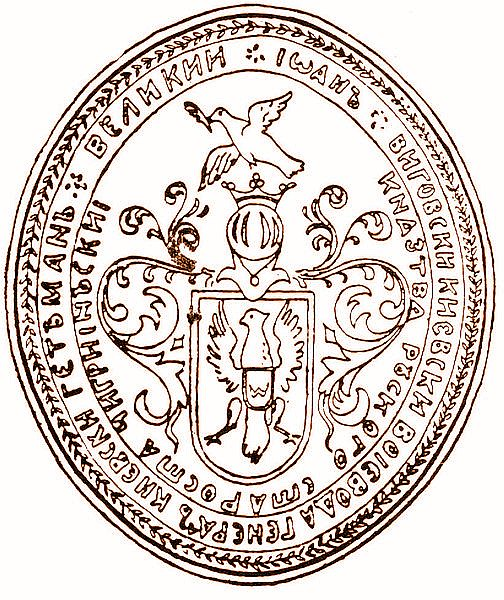
Sigillo del grand'atamano di Rus', Ivan Vyhovs'kyj

Le notizie dell'alleanza tra cosacchi e polacchi allarmarono Mosca e i cosacchi ucraini contrari a Vyhovs'kyj (guidati da Ivan Bezpalyj) si unirono nel 1658 ad un corpo di spedizione russo capeggiato dal principe Grigorij Romodanovskij. Il comandante militare di Mosca non solo sostenne gli oppositori di Vyhovs'kyj, ma iniziò anche a contrastare l'occupazione dei villaggi raggiunti dai sostenitori di Vyhovs'kyj.
La tensione raggiunse un picco tale da aprire le ostilità. Schermaglie e attacchi si ebbero in breve tempo in tutto il paese, l'episodio più significativo fu indubbiamente la presa di Konotop da parte di cosacchi antirussi  capeggiati da Hryhorij Huljanyc'kyj. Nella primavera del 1659 un esercito russo   giunse in Ucraina per assistere Romodanovsky.
L'esercito russo raggiunse il confine ucraino il 30 gennaio 1659 e ivi rimase per 40 giorni mentre il suo comandante, principe Trubeckoj, negoziava con Vyhovs'kyj come da istruzioni ricevute. Le forze cosacche rivali di Vyhovsky si unirono alle truppe russe. Dopo il fallimento dei negoziati, ripresero le ostilità. L'esercito russo e gli insorti anti-Vyhovs'kyj sconfissero le truppe di Vyhovs'kyj nella battaglia di Romny e nella battaglia di Lochvycja. Dopo di ciò, Aleksej Trubeckoj decise di eliminare anche la guarnigione presente nel castello di Konotop prima di procedere all'inseguimento di Vyhovs'kyj.

## Assedio di Konotop
Le speranze del principe Trubeckoj erano di una veloce risoluzione dello stallo a Konotop, ma Huljanyc'kyj ed i suoi cosacchi si rifiutarono di tradire l'atamano Vyhovs'kyj e si posero alla difesa di Konotop con soli 4000 uomini contro l'armata russa. Il 21 aprile 1659, dopo le preghiere mattutine, Trubeckoj ordinò l'assalto della fortezza. La città venne bombardata anche con l'uso di proiettili incendiari e l'esercito si accinse alla presa della città, ma le truppe all'interno delle mura riuscirono a respingere il nemico. Dopo il fiasco dell'assalto iniziale, Trubeckoj abbandonò i suoi piani di un assalto risolutivo e procedette alla ripresa dei bombardamenti e al riempimento del fossato della città. Ma i cosacchi durante la notte utilizzavano la terra messa nei fossati a loro vantaggio, per rinforzare le mura della città. Un altro attacco venne respinto il 29 aprile e i russi persero sul campo 400 uomini, con 3000 feriti. Questi attacchi costrinsero il principe Trubeckoj a spostare il suo accampamento militare a 10 km dalla città e quindi a dividere il suo esercito tra il quartier generale e la forza d'assedio. Al posto di una campagna veloce, l'assedio si protrasse per 70 giorni e questo diede a Vyhovs'kyj il tempo necessario a prepararsi allo scontro coi russi.
L'atamano non solo cercò di riorganizzare le proprie truppe, ma si assicurò il supporto dei suoi alleati, polacchi e tatari di Crimea. Grazie a un accordo con i tatari ottenne che il khan Mehmed IV Giray, alla testa del suo contingente, si portasse in direzione di Konotop all'inizio dell'estate del 1659 e ottenne inoltre il supporto di mercenari serbi, moldavi e tedeschi.

## Battaglia
Il 24 giugno 1659 Vyhovs'kyj e i suoi alleati si avvicinarono all'area e ingaggiarono una scaramuccia col nemico a sudovest di Konotop.
Secondo il piano steso quella sera stessa, i tatari si sarebbero posizionati a sudest del fiume Sosnivka, mentre le forze di Vyhovs'kyj, dei polacchi e dei mercenari si sarebbero posizionate a sud del fiume, presso il villaggio omonimo.

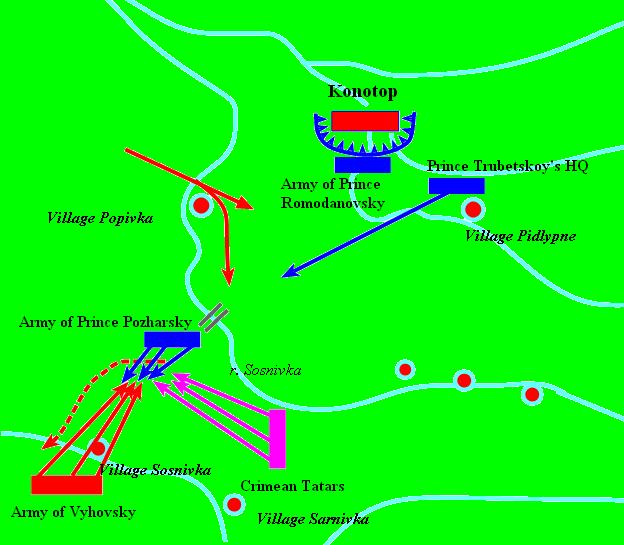
Mappa della battaglia

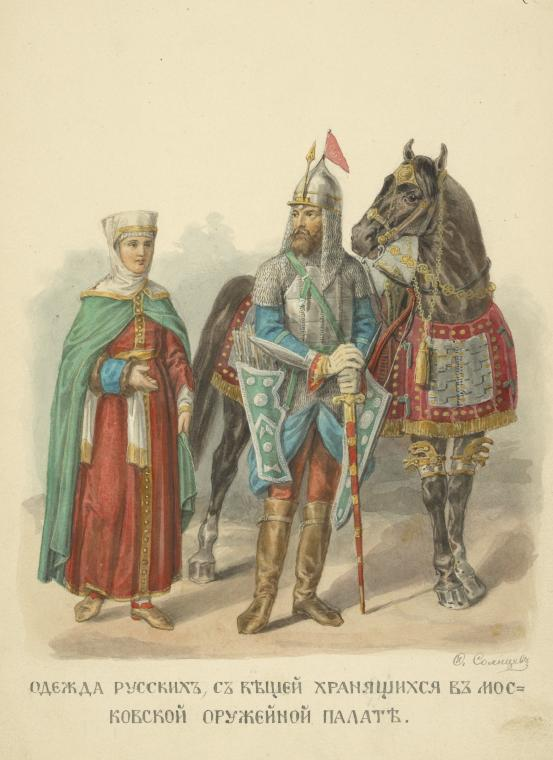
Cavaliere russo del XVII secolo

Nel frattempo, Vyhovs'kyj lasciò il comando delle sue forze al fratello di Hryhorij Huljanyc'kyj, Stepan Huljanyc'kyj, e alla testa di un piccolo distaccamento di cosacchi partì alla volta di Konotop. Alle prime ore del mattino del 27 giugno, il distaccamento di Vyhovs'kyj attaccò il contingente di Trubeckoj presso Konotop, attirandolo verso la steppa. Al contrattacco nemico, Vyhovs'kyj si ritirò oltre il ponte sull'altra riva del fiume Sosnivka in direzione del suo accampamento. Venuto a conoscenza dell'assalto, il principe Trubeckoj inviò 4000 cavalieri e 2000 cosacchi guidati dal principe Semën Požarskij lungo il fiume per inseguire Ivan Vyhovs'kyj. Le forze di Trubeckoj, già divise in due contingenti, quello preposto all'assedio e quello a difesa del quartier generale, vennero quindi ulteriormente frammentate. 
Il 28 giugno 1659 il principe Semën Požarskij, inseguendo i cosacchi, attraversò il fiume Sosnivka e si accampò a sud del fiume. Durante la notte un piccolo distaccamento cosacco guidato da Stepan Huljanyc'kyj, fasciati gli zoccoli dei cavalli con stoffa, si portò silenziosamente dietro le linee nemiche e prese possesso del ponte che Požarskij aveva utilizzato per attraversare il fiume. Il ponte venne smantellato e il corso del fiume venne deviato, allagando l'area.

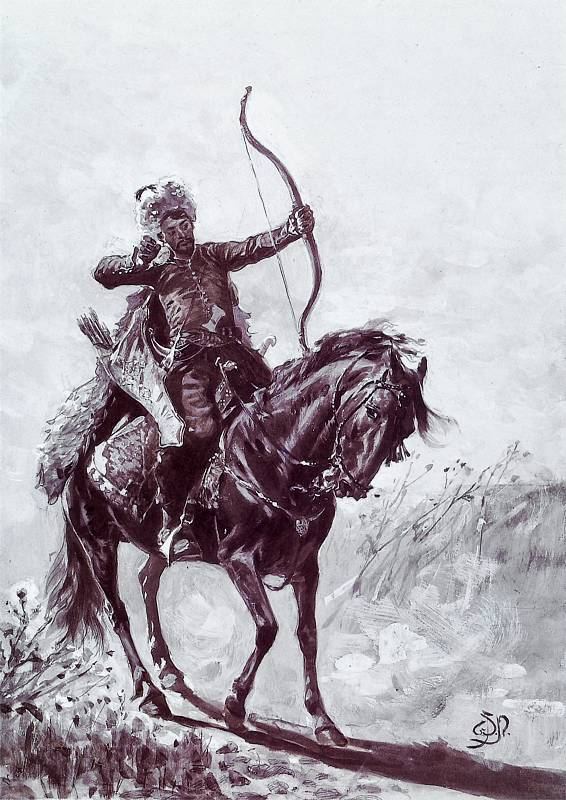
Arciere tataro

Alle prime ore del 29 giugno 1659 Vyhovs'kyj, alla testa di un gruppo di suoi uomini, attaccò l'esercito del principe Požarskij. Dopo una piccola schermaglia, iniziò a ritirarsi, fingendo una fuga disorganizzata. Požarskij senza sospettare ordinò di inseguire il nemico in ritirata, ma quando i russi entrarono a Sosnivka, i cosacchi aprirono il fuoco con i tre cannoni di cui disponevano e i tatari contrattaccarono. Scoperta la trappola, il principe Semën Požarskij ordinò la ritirata, ma la sua cavalleria pesante si trovò impantanata nel terreno allagato di notte. Quasi tutti i soldati russi morirono nell'azione, e pochi furono i prigionieri. Tra questi ultimi vi era il principe Semën Romanovič Požarskij, il principe Semën Petrovič L'vov, i principi Buturlins, il principe Ljapunov, il principe Skuratov, il principe Kurakin e altri. Discendente del liberatore di Mosca dai polacchi Dmitrij Požarskij, il principe Semën Romanovič Požarskij venne condotto presso il khan di Crimea, Mehmed IV Giray. Quando si rifiutò di sottomettersi rigettando le condizioni impostegli venne prontamente decapitato dai tatari e la sua testa mozzata venne spedita come monito all'accampamento del principe Trubeckoj.
Venuto a conoscenza della sconfitta dell'esercito di Požarskij, Trubeckoj ordinò che si togliesse l'assedio a Konotop e iniziò la sua ritirata dall'Ucraina, dirigendosi verso Putyvl'. I cosacchi di Huljanyc'kyj all'interno delle mura cittadine colsero quel momento per inseguire i nemici. Trubeckoj perse, così, gran parte della sua artiglieria, le sue bandiere e la cassa militare che si portava appresso.

## Conseguenze e significato

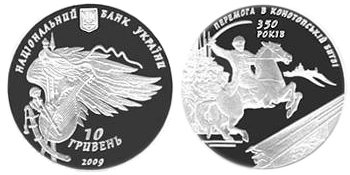
Moneta commemorativa da 10 hryvnia coniata per commemorare il 350º anniversario della battaglia di Konotop

Lo storico russo del XIX secolo, Sergej Michajlovič Solov'ëv, tese a minimizzare la sconfitta russa anche se diversi storici moderni sono concordi nel ritenere che le perdite sul fronte russo furono maggiori di quelle da lui indicate, e che lo stesso esercito russo era di dimensioni molto inferiori. Le perdite russe si attestarono ad un totale di 4769 uomini: 2830 uomini delle forze di L'vov e Požarskij e 1896 delle forze di Trubeckoj. Secondo le stime ucraine le forze russe si attestavano tra le 100 000 e le 150 000 unità, con perdite tra i 30 000 ed i 50 000 uomini, con la sottolineatura che comandanti di prestigio come Grigorij Romodanovskij, Andrej Buturlin, Artamon Matveev, e Venedikt Zmeev morirono negli scontri. Tali dati vennero accettati dallo storico russo Sergej Solov'ëv nel XIX secolo  e oggigiorno dagli storici ucraini. Ad esempio, A. Bul'vins'kyj ha sostenuto la tesi che ambo le parti avessero perso 40 000 uomini nella sola battaglia di Konotop. La storiografia occidentale ha criticato tali conclusioni sostenendo che le fonti russe fossero state volutamente esagerate. È stato infatti osservato che, per disporre di un esercito di 150 000 uomini a Konotop, la Russia avrebbe dovuto disporre in loco delle intere proprie forze armate, il che appare inverosimile considerando che il regno russo non poteva rimanere completamente sguarnito altrove delle proprie difese. A suffragare il fatto che tali resoconti siano esagerati vi sono le testimonianze del fatto che Romodanovskij, Buturlin, Matveev e Zmeev sopravvissero alla battaglia e continuarono a servire la corona russa per molti anni ancora.
Dopo la battaglia, la guerra civile in Ucraina ed il periodo della Rovina ripresero. Lo scontro ebbe però  risonanza nella storiografia nazionale russa ed ucraina per ragioni opposte.

### Arte e musica
Numerose poesie e odi sono state dedicate alla battaglia dai poeti ucraini Jar Slavutyč, Olena Teliha e P. Karpenko-Krynycja.
Il compositore Hryhorij Kytastyj nel 1966 compose un'opera monumentale basata sulle tradizioni popolari musicali dei cosacchi ucraini per commemorare la battaglia.